# Elevation (chanson)
Pour les articles homonymes, voir Élévation.
Singles de U2
Stuck in a Moment You Can't Get Out Of
(2001) Walk On
(2001)
Elevation est une chanson du groupe de rock irlandais U2, écrite par Bono et sortie le 25 juin 2001. C'est le troisième single extrait de leur dixième album All That You Can't Leave Behind, publié en octobre de l'année précédente. De genre rock alternatif, la chanson a été N°1 dans plusieurs pays dont le Canada et l'Irlande et N°3 au Royaume-Uni. Elle a aussi été bien reçue par les critiques et a remporté le Grammy Award 2001 de la meilleure interprétation rock par un groupe ou un duo et a donné son nom à la tournée mondiale Elevation Tour. Une version a été enregistrée pour le film Lara Croft: Tomb Raider et a un son plus hard rock que le morceau original figurant sur l'album. Ce tube est devenu incontournable dans toutes les tournées du groupe depuis 2001.

## Histoire du morceau
L’origine d’Elevation remonte à un son mystérieux que The Edge produira à l’aide de sa guitare en compagnie de Daniel Lanois. Ce son disto assez particulier donnera vraiment le signal de départ à ce morceau… Rapidement, Brian Eno propose un "beat" électronique en tant que base rythmique pour le bassiste Adam Clayton et le batteur Larry Mullen Junior. Un petit riff de guitare de The Edge s’ajoute à l’ensemble et l’affaire semble dans le sac. Mais, il manque encore quelque chose à ce morceau.
Comme Brian Eno et Daniel Lanois ne trouvent plus rien d’intéressant à proposer, le groupe transfère son enregistrement aux studios Windmill Lane à Dublin. Là-bas, U2 est rejoint par le producteur "pop" Richard "Biff" Stannart (connu pour son travail avec Kylie Minogue ou encore les Spice Girls) et son protégé Julian Gallagher. C’est avec leur aide que U2 arrive à finaliser Elevation. Adam Clayton, très fan de hip-hop, donnera un côté un peu rap au rythme du morceau. Au niveau des influences du morceau, on reconnaîtra également quelques sonorités du Higher and Higher de Sly & The Family Stone ainsi que du titre Levitate Me des Pixies.

## Réception critique
Elevation a reçu des critiques positives de la presse. Adam Sweeting pour le journal The Guardian a fait l'éloge de la chanson, la qualifiant de « mélange irrésistible de techno et de guitare brute. » Le rédacteur en chef du New Zealand Herald, Russell Baillie, l'a qualifiée de « grande déferlante », notant la guitare et le chant de la chanson qu'il a décrits comme « vertigineux » et « étourdissant ». Enfin,  David Browne, collaborateur d'Entertainment Weekly, a qualifié la chanson de « puissante ».

## Clip
Le clip de la chanson, tourné avec d'importants moyens et comportant de nombreux effets spéciaux, a été réalisé par Joseph Kahn. Il est inspiré par l'univers de Tomb Raider et voit les membres du groupe affronter leurs doubles maléfiques.

## Classements
| Pays                                    | Positions |
| --------------------------------------- | --------- |
| Allemagne (Media Control AG)            | 31        |
| Australie (ARIA)                        | 6         |
| Autriche (Ö3 Austria Top 40)            | 21        |
| Belgique (Flandre Ultratop 50 Singles)  | 14        |
| Belgique (Wallonie Ultratop 50 Singles) | 13        |
| Canada (Canadian Singles Chart)         | 1         |
| Danemark (Tracklisten)                  | 6         |
| États-Unis (Modern Rock Tracks)         | 8         |
| Finlande (Suomen virallinen lista)      | 9         |
| France (SNEP)                           | 34        |
| Irlande (Irish Singles Chart)           | 1         |
| Italie (FIMI)                           | 3         |
| Norvège (VG-lista)                      | 5         |
| Nouvelle-Zélande (RMNZ)                 | 35        |
| Pays-Bas (Nederlandse Top 40)           | 1         |
| Portugal (AFP)                          | 1         |
| Royaume-Uni (UK Singles Chart)          | 3         |
| Suède (Sverigetopplistan)               | 33        |
| Suisse (Schweizer Hitparade)            | 20        |